# Nephrotoma geniculata
Nephrotoma geniculata är en tvåvingeart som beskrevs av Yang 1987. Nephrotoma geniculata ingår i släktet Nephrotoma och familjen storharkrankar. Inga underarter finns listade i Catalogue of Life.